# Le Mans Series 2010
Siódmy sezon Le Mans Series rozpoczął się 11 kwietnia w Le Castellet, a zakończył się 12 września w Silverstone, Wielkiej Brytanii. tytuł zdobył zespół Team Oreca Matmut. Seria miała wspólny wyścig z Intercontinental Le Mans Cup na Silverstone.

## Wyniki
| Runda | Tor         | Data        | LMP1 Zwycięski zespół                            | LMP2 Zwycięski zespół                | FLM Zwycięski zespół                               | GTE Pro Zwycięski zespół                        | GTE Am Zwycięski zespół    | Wyniki |
| Runda | Tor         | Data        | LMP1 Zwycięzcy                                   | LMP2 Zwycięzcy                       | FLM Zwycięzcy                                      | GTE Pro Zwycięzcy                               | GTE Am Zwycięzcy           | Wyniki |
| ----- | ----------- | ----------- | ------------------------------------------------ | ------------------------------------ | -------------------------------------------------- | ----------------------------------------------- | -------------------------- | ------ |
| 1     | Paul Ricard | 11 kwietnia | Audi Sport Team Joest                            | Strakka Racing                       | Applewood Seven                                    | Larbre Compétition                              | Team Felbermayr-Proton     | Wyniki |
| 1     | Paul Ricard | 11 kwietnia | Allan McNish Rinaldo Capello                     | Danny Watts Nick Leventis Jonny Kane | Damien Toulemonde David Zollinger Ross Zampatti    | Gabriele Gardel Patrice Goueslard Julien Canal  | Marc Lieb Richard Lietz    | Wyniki |
| 2     | Spa         | 9 maja      | Team Peugeot Total                               | Quifel-ASM Team                      | Hope Polevision Racing                             | Marc VDS Racing Team                            | Team Felbermayr-Proton     | Wyniki |
| 2     | Spa         | 9 maja      | Sébastien Bourdais Pedro Lamy Simon Pagenaud     | Miguel Amaral Olivier Pla            | Wolfgang Kaufmann Steve Zacchia Luca Moro          | Eric de Doncker Bas Leinders Markus Palttala    | Marc Lieb Richard Lietz    | Wyniki |
| 3     | Algarve     | 17 lipca    | Team Oreca Matmut                                | RML                                  | DAMS                                               | Larbre Compétition                              | AF Corse                   | Wyniki |
| 3     | Algarve     | 17 lipca    | Olivier Panis Nicolas Lapierre Stéphane Sarrazin | Mike Newton Thomas Erdos Ben Collins | Jody Firth Warren Hughes                           | Gabriele Gardel Patrice Goueslard Fernando Rees | Gianmaria Bruni Jaime Melo | Wyniki |
| 4     | Hungaroring | 22 sierpnia | Beechdean Mansell                                | Strakka Racing                       | DAMS                                               | Larbre Compétition                              | Team Felbermayr-Proton     | Wyniki |
| 4     | Hungaroring | 22 sierpnia | Greg Mansell Leo Mansell                         | Nick Leventis Danny Watts Jonny Kane | Andrea Barlesi Alessandro Cicognani Gary Chalandon | Gabriele Gardel Patrice Goueslard Fernando Rees | Marc Lieb Richard Lietz    | Wyniki |
| 5     | Silverstone | 12 września | Team Peugeot Total                               | Strakka Racing                       | DAMS                                               | Larbre Compétition                              | AF Corse                   | Wyniki |
| 5     | Silverstone | 12 września | Nicolas Minassian Anthony Davidson               | Danny Watts Jonny Kane Nick Leventis | Jody Firth Warren Hughes                           | Gabriele Gardel Patrice Goueslard Fernando Rees | Gianmaria Bruni Jaime Melo | Wyniki |

## Klasyfikacje generalne
| Legenda oznaczeń w tabelach wyników Wyświetl szablon na nowej stronie | Legenda oznaczeń w tabelach wyników Wyświetl szablon na nowej stronie                                                                     |
| Oznaczenie                                                            | Wyjaśnienie |
| --------------------------------------------------------------------- | --- |
| Złoty                                                                 | Zwycięzca lub mistrzostwo |
| Srebrny                                                               | 2. miejsce lub wicemistrzostwo |
| Brązowy                                                               | 3. miejsce lub II wicemistrzostwo |
| Zielony                                                               | Ukończył, punktował (w klasyfikacji generalnej, gdy zdobył co najmniej jeden punkt na przestrzeni sezonu, poza trzema powyższymi opcjami) |
| Niebieski                                                             | Ukończył, nie punktował (w klasyfikacji generalnej, gdy nie zdobył co najmniej jednego punktu na przestrzeni sezonu)                      |
| Czerwony                                                              | Nie zakwalifikował się (NZ) |
| Czerwony                                                              | Nie prekwalifikował się (NPK) |
| Różowy                                                                | Nie ukończył (NU) |
| Różowy                                                                | Niesklasyfikowany (NS) (w klasyfikacji generalnej, gdy nie został sklasyfikowany w żadnym wyścigu sezonu)                                 |
| Czarny                                                                | Zdyskwalifikowany (DK) |
| Czarny                                                                | Wykluczony (WYK/EX) |
| Biały                                                                 | Nie wystartował (NW) |
| Biały                                                                 | Kontuzjowany (K/INJ) |
| Biały                                                                 | Wyścig odwołany (OD/C) |
| Bez koloru                                                            | Został wycofany (WYC/WD) |
| Bez koloru                                                            | Nie przybył (NP/DNA) |
| Bez koloru                                                            | Nie brał udziału w treningach (NT/DNP) |
| Bez koloru                                                            | Nie został zgłoszony (–) |
| Pogrubienie                                                           | Start z pole position |
| Kursywa                                                               | Najszybsze okrążenie wyścigu |
| †                                                                     | Nie ukończył, ale jego rezultat został zaliczony ze względu na przejechanie więcej niż 90% dystansu wyścigu.                              |
| *                                                                     | Sezon w trakcie |
| 1/2/3                                                                 | Punktowana pozycja w sprincie kwalifikacyjnym                                                                                             |
| Lista systemów punktacji Formuły 1                                    | |

### Klasyfikacja LMP1
| Poz. | Zespół                   | CAS  | SPA  | ALG  | HUN  | SIL  | Punkty |
| ---- | ------------------------ | ---- | ---- | ---- | ---- | ---- | ------ |
| 1    | Team Oreca Matmut        | 21   | 0    | (18) | (10) | (14) | 63     |
| 2    | Signature Plus           | 16   | 7    | 12   | 12   | 8    | 55     |
| 3    | Rebellion Racing         | 14   | 0    | 15   | 14   | 9    | 53     |
| 4    | Audi Sport Team Joest    | (32) | 12   |      |      | 1    | 45     |
| 5    | Rebellion Racing         | 23   | 8    | 9    | 1    | 3    | 44     |
| 6    | Aston Martin Racing      | 28   |      |      |      | 10   | 38     |
| 7    | Beechdean Mansell        | 12   |      |      | 16   | 6    | 34     |
| 8    | Team Peugeot Total       |      | 11   |      |      | 16   | 27     |
| 9    | Audi Sport Team Joest    |      | 8    |      |      | 13   | 21     |
| 10   | Team Peugeot Total       |      | 18   |      |      |      | 18     |
| 11   | AIM Team Oreca Matmut    | 17   |      |      |      |      | 17     |
| 12   | Team Peugeot Total       |      | (15) |      |      |      | 15     |
| 13   | Audi Sport North America |      | 10   |      |      |      | 10     |
| 14   | Drayson Racing           |      |      |      |      | 7    | 7      |
| 15   | Team LNT                 |      |      |      |      | 6    | 6      |
| -    | Aston Martin Racing      |      |      |      |      | 0    | 0      |

### Klasyfikacja LMP2
| Poz. | Zespół             | CAS  | SPA | ALG | HUN  | SIL  | Kary | Punkty |
| ---- | ------------------ | ---- | --- | --- | ---- | ---- | ---- | ------ |
| 1    | RML                | 24   | 15  | 16  | 10   | 10   |      | 75     |
| 2    | Strakka Racing     | (33) | (1) | (1) | (17) | (17) |      | 69     |
| 3    | OAK Racing         | 19   | 10  | 8   | 10   | 6    |      | 53     |
| 4    | OAK Racing         | 27   | 11  | 0   | 5    | 10   | -1   | 52     |
| 5    | Team Bruichladdich | 18   | 0   | 14  | 9    | 5    |      | 46     |
| 6    | Quifel ASM Team    | 0    | 17  | 0   | 13   | 14   |      | 44     |
| 7    | Racing Box         | 16   | 10  |     | 4    | 9    |      | 39     |
| 8    | Pegasus Racing     | 14   | 8   | 12  | 0    | 0    |      | 34     |
| 9    | KSM Motorsport     | 12   | 0   |     |      | 5    |      | 17     |
| 10   | Race Performance   | 0    | 8   |     | 5    | 4    |      | 17     |
| 11   | Racing Box         | 0    |     |     | 8    | 7    |      | 15     |
| 12   | RLR msport         |      |     |     | 7    | 0    |      | 7      |
| -    | WR / Salini        | 0    |     |     |      |      |      | 0      |
| Poz. | Zespół             | CAS  | SPA | ALG | HUN  | SIL  | Kary | Punkty |

### Klasyfikacja FLM
| Poz. | Zespół                 | CAS  | SPA | ALG  | HUN | SIL  | Punkty |
| ---- | ---------------------- | ---- | --- | ---- | --- | ---- | ------ |
| 1    | DAMS                   | 22   | 0   | 13   | 15  | 9    | 59     |
| 2    | Hope Polevision Racing | 18   | 15  | 0    | 11  | 13   | 57     |
| 3    | Boutsen Energy Racing  | 0    | 13  | 11   | (9) | 8    | 41     |
| 4    | JMB Racing             | 0    | 11  | 9    | 13  | 7    | 40     |
| 5    | Hope Polevision Racing | 26   | (1) | 0    |     | (12) | 39     |
| 6    | Applewood Seven        | (30) | 0   | 1    | 1   |      | 32     |
| 7    | DAMS                   | 1    |     | (15) | 0   | 15   | 31     |
| Poz. | Zespół                 | CAS  | SPA | ALG  | HUN | SIL  | Punkty |

### Klasyfikacja GTE Pro
| Poz. | Zespół                | CAS  | SPA  | ALG  | HUN  | SIL  | Punkty |
| ---- | --------------------- | ---- | ---- | ---- | ---- | ---- | ------ |
| 1    | Larbre Compétition    | (33) | 11   | 17   | (18) | (18) | 97     |
| 2    | Atlas FX-Team FS      |      | 9    | (16) | 0    |      | 25     |
| 3    | Marc VDS Racing Team  |      | 18   |      |      |      | 18     |
| 4    | Matech Competition    |      | 15   |      |      |      | 15     |
| 5    | Matech Competition    |      | 13   |      |      |      | 13     |
| 6    | Luc Alphand Aventures |      | (10) |      |      |      | 10     |
| -    | Young Driver AMR      |      | 0    |      |      |      | 0      |
| Poz. | Zespół                | CAS  | SPA  | ALG  | HUN  | SIL  | Punkty |

### Klasyfikacja GT2
| Poz. | Zespół                  | CAS  | SPA  | ALG | HUN | SIL | Punkty |
| ---- | ----------------------- | ---- | ---- | --- | --- | --- | ------ |
| 1    | Team Felbermayr-Proton  | 32   | 17   | 13  | 16  | 9   | 87     |
| 2    | AF Corse                | 24   | 13   | 15  | 11  | (3) | 66     |
| 3    | AF Corse                | 1    | 16   | 18  | 9   | 15  | 59     |
| 4    | Team Felbermayr-Proton  | 28   | 7    | 9   | 7   | 4   | 55     |
| 5    | IMSA Performance Matmut | 14   | 10   | 4   | 12  | 7   | 47     |
| 6    | CRS Racing              | 0    | 9    | 7   | 14  | 10  | 40     |
| 7    | AF Corse                | 18   | 4    | (7) | (5) | 4   | 38     |
| 8    | Spyker Squadron         | 12   | 8    | 6   | 5   | 7   | 38     |
| 9    | CRS Racing              | (20) | 3    | 4   | 3   | 3   | 33     |
| 10   | JMW Motorsport          | 0    | 0    | 10  | 8   | 12  | 30     |
| 11   | BMW Team Schnitzer      | 16   | 3    |     |     | 7   | 26     |
| 12   | Prospeed Competition    | 0    | 6    | 0   | 0   | 13  | 19     |
| 13   | BMW Team Schnitzer      |      | (11) |     |     | 7   | 18     |
| 14   | Hankook Team Farnbacher | 0    | 5    | 7   | 4   | 0   | 17     |
| 15   | Team Felbermayr-Proton  |      |      |     | 4   |     | 4      |
| 16   | Gulf Team First         |      |      |     |     | 4   | 4      |
| 17   | JWA Racing              |      | 3    |     |     |     | 3      |
| 18   | Prospeed Competition    |      | 3    |     |     |     | 3      |
| Poz. | Zespół                  | CAS  | SPA  | ALG | HUN | SIL | Punkty |

## Mistrzostwa kierowców

### Klasyfikacja LMP1
| Poz. | Kierowca                 | Pkt. |
| ---- | ------------------------ | ---- |
| 1    | Stéphane Sarrazin        | 78   |
| 2    | Nicolas Lapierre         | 63   |
| 3    | Rinaldo Capello          | 57   |
| 4=   | Vanina Ickx              | 55   |
| 4=   | Franck Mailleux          | 55   |
| 4=   | Pierre Ragues            | 55   |
| 7=   | Neel Jani                | 52   |
| 7=   | Nicolas Prost            | 52   |
| 9=   | Allan McNish             | 45   |
| 10=  | Andrea Belicchi          | 14   |
| 10=  | Jean-Christophe Boullion | 44   |
| 12   | Olivier Panis            | 39   |
| 13=  | Greg Mansell             | 34   |
| 13=  | Leo Mansell              | 34   |
| 15=  | Adrián Fernández         | 28   |
| 15=  | Stefan Mücke             | 28   |
| 15=  | Harold Primat            | 28   |
| 18   | Anthony Davidson         | 27   |
| 19   | Guy Smith                | 23   |
| 20   | Timo Bernhard            | 23   |
| 21=  | Sébastien Bourdais       | 18   |
| 21=  | Simon Pagenaud           | 18   |
| 21=  | Pedro Lamy               | 18   |

### Klasyfikacja LMP2
| Poz. | Kierowca                | Pkt. |
| ---- | ----------------------- | ---- |
| 1=   | Thomas Erdos            | 75   |
| 1=   | Mike Newton             | 75   |
| 3=   | Jonny Kane              | 69   |
| 3=   | Nick Leventis           | 69   |
| 3=   | Danny Watts             | 69   |
| 6=   | Matthieu Lahaye         | 53   |
| 6=   | Jacques Nicolet         | 53   |
| 8=   | Richard Hein            | 52   |
| 8=   | Guillaume Moreau        | 52   |
| 10=  | Thor-Christian Ebbesvik | 46   |
| 10=  | Karim Ojjeh             | 46   |
| 12=  | Miguel Amaral           | 44   |
| 12=  | Olivier Pla             | 44   |

### Klasyfikacja FLM
| Poz. | Kierowca             | Pkt. |
| ---- | -------------------- | ---- |
| 1=   | Andrea Barlesi       | 59   |
| 1=   | Gary Chalandon       | 59   |
| 3    | Steve Zacchia        | 57   |
| 4    | Alessandro Cicognani | 46   |
| 5    | Luca Moro            | 44   |
| 6=   | Dominik Kraihamer    | 41   |
| 6=   | Nicolas de Crem      | 41   |

### Klasyfikacja GT1
| Poz. | Kierowca          | Pkt. |
| ---- | ----------------- | ---- |
| 1=   | Gabriele Gardel   | 97   |
| 1=   | Patrice Goueslard | 97   |
| 3    | Fernando Rees     | 64   |
| 4    | Julien Canal      | 33   |
| 5=   | Julien Schroyen   | 25   |
| 5=   | Carlo Van Dam     | 25   |
| 7=   | Bas Leinders      | 18   |
| 7=   | Markus Palttala   | 18   |

### Klasyfikacja GT2
| Poz. | Kierowca             | Pkt. |
| ---- | -------------------- | ---- |
| 1=   | Marc Lieb            | 87   |
| 1=   | Richard Lietz        | 87   |
| 3=   | Jean Alesi           | 66   |
| 3=   | Giancarlo Fisichella | 66   |
| 3=   | Toni Vilander        | 66   |
| 6=   | Martin Ragginger     | 55   |
| 6=   | Christian Ried       | 55   |
| 8=   | Gianmaria Bruni      | 50   |
| 8=   | Jaime Melo           | 50   |
| 10=  | Patrick Pilet        | 47   |
| 10=  | Raymond Narac        | 47   |
| 12=  | Andrew Kirkaldy      | 40   |
| 12=  | Tim Mullen           | 40   |
| 14=  | Luis Pérez Companc   | 38   |
| 14=  | Matías Russo         | 38   |
| 16   | Peter Dumbreck       | 38   |
| 17   | Patrick Long         | 35   |